# Galería Nacional de Arte Extranjero (Bulgaria)
La Galería Nacional de Arte Extranjero (en búlgaro: Национална галерия за чуждестранно изкуство, Natsionalna galeriya za chuzhdestranno izkustvo) de Bulgaria es un museo ubicado en la plaza de San Alexander Nevski, en la ciudad de Sofía. En el museo se exponen obras de artistas extranjeros.

## Edificio
El museo se encuentra ubicado en un edificio neoclásico del siglo XIX sede de la antigua Oficina Real de Imprenta. Construido entre 1882 y 1884 durante el gobierno del Knyaz Alejandro I de Battenberg bajo la supervisión del arquitecto austriaco Friedrich Schwanberg siendo reconstruido tras los significativos daños sufridos durante el bombardeo de Sofía, en la Segunda Guerra Mundial

## Exposición
La galería fue fundada el 5 de noviembre de 1985 como Galería de Arte de la Fundación de los Santos Cirilo y Metodio proviniendo sus depósitos de donaciones así como la adición de la sección de arte exterior de la Galería de Arte Nacional.
La exposición permanente de la galería contiene obras europeas, asiáticas (budista y arte japonés e indio) y africanas, así como obras de arte contemporáneo independiente y secciones de grabado.
Entre los artistas que aparecen en la colección destacan el pintor renacentista italiano Rosso Fiorentino, artistas holandeses y flamencos como Jan van Goyen, Nicolaes Pietersz. Berchem, Isaak van Ostade, Frans Francken el Joven, así como Albrecht Dürer, Rembrandt, Auguste Rodin, Ivan Meštrović, Pierre-Auguste Renoir, Marc Chagall, Pablo Picasso, Francisco Goya, Joan Miró y Salvador Dalí.